# آدريا سانتوس
آدريا سانتوس (من مواليد 11 أغسطس 1974) عدّاءة بارالمبية متقاعدة من البرازيل. ولدت عمياء تقريبًا، وفقدت بصرها تمامًا بحلول عام 1994. شاركت في أحداث الفئة T11 في ست دورات ألعاب بارالمبية متتالية من 1988 إلى 2008 وفازت بميدالية واحدة على الأقل في كل فعالية.  كانت حاملة الشعلة الأخيرة في حفل افتتاح دورة الألعاب البارالمبية الصيفية لعام 2016 . 
عام 2003، تزوجت سانتوس من رافائيل، وهو لاعب سابق في القفز بالزانة حيث كان بمثابة مرشدها ومدربها. الزوجان لديهما ابنة.

## روابط خارجية
- آدريا سانتوس في اللجنة البارالمبية الدولية